# کرات‌کتی
کرات کتی، روستایی از توابع بخش چمستان شهرستان نور در استان مازندران ایران است.

## جمعیت
این روستا در دهستان ناتل‌رستاق قرار دارد و براساس سرشماری مرکز آمار ایران در سال ۱۳۸۵، جمعیت آن ۷۵۷ نفر (۱۷۷خانوار) بوده‌است.